# أرنولد تي روزنبرغ
أرنولد تي روزنبرغ (بالإنجليزية: Arnold T. Rosenberg)‏ هو مصور أمريكي، ولد في 1931.